# Zyklus
Zyklus für einen Schlagzeuger (Cycle pour un percussionniste en allemand) ou plus simplement Zyklus est une œuvre de Karlheinz Stockhausen composée en 1959. C'est le neuvième dans le catalogue des œuvres du compositeur.

## Histoire
Zyklus est créé le 25 août 1959 à Darmstadt, lors du festival Internationale Ferienkurse für Neue Musik, par Christoph Caskel.
C'est l'une des œuvres les plus jouées du compositeur, considérée comme « un classique moderne ».

## Instruments
Le percussionniste doit jouer de plusieurs instruments à percussion : marimba, vibraphone (moteur éteint), 4 toms, caisse claire, güiro (un ou plusieurs), 2 tambours à fente africains (de deux hauteurs différentes), 2 cymbales suspendues de différentes tailles, charleston, 4 almglocken (suspendu, battant ôté), un ensemble de cloches suspendues (de préférence des cloches indiennes ou un tambourin monté sur un pied), au moins 2 triangles à registre aigu, gong et tam-tam.

## Analyse
L'œuvre recourt à la musique aléatoire et comporte une partition graphique.

« Zyklus n’a pas, à proprement parler, de début ni de fin déterminés.
L’interprète se trouve confronté à une partition reliée en spirale, ce qui lui permet de commencer à n’importe quelle page.
[…] Enfin, Stockhausen renoue – graphiquement du moins – avec une ancienne tradition utilisée par Bach et Mozart : la partition peut être retournée et lue dans l’autre sens. »

Son exécution varie entre douze et seize minutes.

## Discographie
- Zyklus für einen Schlagzeuger, par Christoph Caskel, octobre 1960, WDR Köln/Wergo ; Naxos ; Modern Silence
- Zyklus, par Max Neuhaus, février 1968, New York, Wergo
- Zyklus, par Tristan Fry, 1974-1975, EMI/Warner Music
- Zyklus, par Florent Jodelet, 1992, Radio France, Accord
- Zyklus für einen Schlagzeuger in Percussion XX, par Jonathan Faralli, 1999, Arts Music